# 148 (tal)

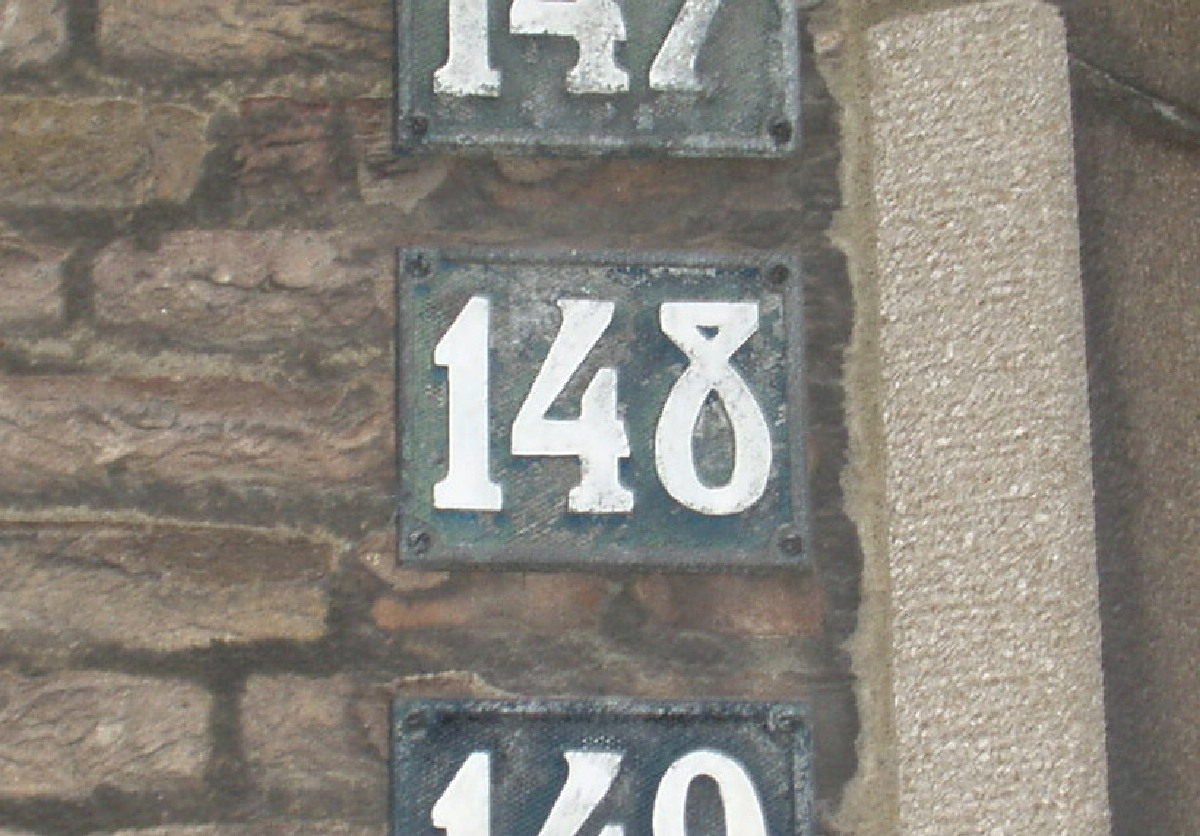
Husnummer 148.

148 är det naturliga talet som följer 147 och som följs av 149.

## Inom vetenskapen
- 148 Gallia, en asteroid

## Inom matematiken
- 148 är ett jämnt tal.
- 148 är ett heptagontal
- 148 är ett centrerat heptagontal
- 148 är ett Ulamtal.